# Industrijski inženiring
Industrijski inženiring ima svoje korenine v industrijski revoluciji, katera se je pričela v 19. stoletju z izumom parnega stroja, prehodom manufakturnih delavnic raznih obrtnih delavnic v velika industrijska podjetja zlasti v Evropi in ZDA. Hitrost te preobrazbe so pogojevali številni izumi še posebno v tekstilni industriji, uporaba predilnih in tkalskih strojev. Zgodovina zgodnje industrializacije pozna več posameznikov, kateri so s svojimi izumi in idejami o vodenju velikih delovnih obratov pospešili razvoj industrializacije. Takšni so bili v njenem začetku :
- Richard Arhuright- izumitelj avtomatske predilnice in avtor prvega pravilnika o tovarniški disciplini.
- Matthew Boulton- in James Watt (mlajši) v tovarniško prakso sta uvedla Obračun stroškov in Sistem kontrole.
- Charles Babage- izdelal je prvi stroj za računanje , napisal je knjižno delo Ekonomija strojev in tovarn.

Praksa v industrijskih podjetjih je zahtevala vedno večjo uporabo znanstvenih metod , analize , eksperimenta , simulacije.
Nove ideje in izumi so se razširile v nova področja izdelave , kot so:
- izdelovanje orodnih strojev ,
- spremljanje zapletenih procesov v industriji ,
- nove koncepcije organizacije ,
- ustvarjanje boljših izdelkov ,

## Zgodovinski razvoj inženirskih metod
Med začetnike razvoja inženirskih metod je zapisan Francoz M.P.Perronet , leta 1760 je proučeval metodo izdelovanja kovanih žebljev. To ni bilo le običajno določevanje časa potrebnega za delovni proces izdelave. Anglež Babage je okoli leta 1830 ponovno proučeval proces izdelovanja žebljev in ga izpopolnil. Leta 1883 je Friderik Teilor sistematično prikazal izpopolnjen  postopek razdelitve dela na posamezne elemente dela, kjer je proučeval vsak element dela samostojno. V svojih zapisih je uporabil izraz Proučevanje časa in prvi znanstveno raziskoval boljše postopke dela. Brata Gilbert sta izpopolnila Teilorjeve postopke razdelitve dela in leta 1912. pred ameriškim združenjem strojnih inženirjev predstavila svojo metodo, katero sta poimenovala Študija mikro gibov . Dojela sta tudi ritem in avtomatiko pri delu. To je v bistvu bila osnova metode, katero so v praksi poznali pod izrazom Tailorizem. Teilorizmu so svoj delež dodali še Francoz Charles E. Bedank, uvedel je skupni imenovalec za vsako fizično delo človeka, Bedankovo enoto- B. Bedankova enota človeške moči B je kombinacija dela in počitka. Procentualne vrednosti počitka se razlikujejo glede na vrsto dela in različne delovne pogoje, položaje telesa-(stojači, sedeči, klečeči, viseči, ležeči). Modifikacijo sistema je okoli leta 1930. predstavil ameriški industrijski inženir Allan H.Mogensen z definicijo poenostavitve dela, delo je uporaba zdravega razuma in iskanje boljših in lažjih načinov za izvajanje vsakega dela, izločanje nepotrebnih gibov v manjših ročnih operacijah, popolno preurejanje strojev v tovarniških pogonih, prilagoditve tekočih trakov. Njegova zamisel je tudi, da moramo vsakega delavca spodbuditi da vpraša vodje del -Zakaj? mora tako delati. Delavca je potrebno vzpodbujati da si sam prizadeva za varčevanje časa, materiala in energije.
Prvi zametki in ideje o nastanku industrijskega inženiringa so nastale v Evropi, najprej v Angliji in Franciji, sledilo je Avstrijsko cesarstvo in Nemčija, v začetku 20. stoletja pa so pobudo prevzele Združene države Amerike. Poleg F. Teilorja so idejo spreminjali v prakso še Henry Gantt, Frank Gilbreth in njegova žena Lilian Gilbreth- (vpliv ambientov in fiziologija človekovega napora) ter Herington Emerson, ki je razvil Osnove plačila po učinku dela. To so bili pionirji za znanstveno vodenje tovarn, urejenost njihove organizacije, metod merjenja opravljenega dela in nagrajevanje dela delavcem. Leta 1934 se je Taylorjevo  združenje pridružilo Združenju industrijskih inženirjev in nastalo je Združenje za napredek vodenja, to je določalo posebne forume za napredek idej o vodenju, kot tudi raziskovanju in propagiranju novih metod dela v industriji.
```
(se nadaljuje)
```